# Alternativer Bärenpark Worbis
Koordinaten: 51° 25′ 38″ N, 10° 20′ 49″ O
Der Alternative Bärenpark Worbis ist ein Tierschutzprojekt der Stiftung für Bären – Wildtier- und Artenschutz. Am Ortsrand von Leinefelde-Worbis im thüringischen Eichsfeld finden in dem Wildtierrefugium hauptsächlich Bären, Wölfe und Luchse aus subotipmalen Haltungen ein neues, tiergerechtes Zuhause.
Das Projekt entstand ab 1996 durch die Initiative der „Aktion Bärenhilfswerk e. V.“ auf dem Gelände des ehemaligen kommunalen Tierparks und ist somit das erste Bärenrefugium Deutschlands. Der Alternative Bärenpark in Worbis setzt sich als Tier- und Artenschutzprojekt zudem für den Erhalt des natürlichen Lebensraums der heimischen Beutegreifer ein.
Die Anlage lag bis 2012 am Worbiser Ortsein- und -ausgang der B 247 („Duderstädter Allee“) Richtung Duderstadt. Seit die Bundesstraße auf die neue Ortsumgehung verlegt wurde, liegt der Park am Ende einer Sackgasse. Die alte Straße nach Wintzingerode ist nun ein Forst- und Radweg.

## Geschichte
Der Tierpark geht auf eine Tierstation zurück, welche 1955 in Kallmerode eingerichtet wurde und der Unterbringung verletzter und verwaister Wildtiere diente. Durch Anschaffung weiterer Arten entstand daraus ein kleiner Tierpark, der 1959 in die damals noch selbständige nahe Kreisstadt Worbis überführt wurde. Die Bären wurden gezüchtet, da man hoffte, mit Bärenjungen einen Besuchermagnet gewinnen zu können.
Nach der Wiedervereinigung nahm das Besucherinteresse ab, die Einnahmen aus Eintrittsgeldern sowie die öffentliche Förderung sanken. 1996 entschied der Stadtrat von Worbis daher, den Tierpark an einen neuen Träger zu übergeben.
Wenige Wochen nach diesem Beschluss wurde der Verein „Aktion Bärenhilfswerk e. V.“ als Träger gegründet. Die erste Bärenfreianlage wurde am 31. Mai 1997 offiziell eröffnet und von den ersten drei Bären bezogen.
2021 begann mit Förderung des Thüringer Umweltministeriums als erster Schritt eine Erweiterung des Freigeländes um 3,5 ha, welche 2022 mit der Ansiedlung dreier Bären aus der Ukraine abgeschlossen wurde. Insgesamt soll der Park auf 30 Hektar erweitert werden.[veraltet]

## Stiftung für Bären
Im Jahr 2004 wurde für den weiteren Betrieb des Projekts die „Stiftung für Bären – Wildtier- und Artenschutz gegründet“. Sie wurde am 2. Dezember 2004 im Stiftungsregister der Thüringer Innenministeriums unter der Verzeichnisnummer 884 eingetragen. Aus betriebswirtschaftlichen Gründen wurde 2007 die gemeinnützige GmbH „Alternative Bärenpark Worbis gGmbH“ als Betreibergesellschaft der Stiftung geschaffen. Alleiniger Gesellschafter ist die Stiftung. Die gGmbH übernimmt die Führung der Projekte, das Personal und alle Tagesaufgaben zur Versorgung der Tiere.
Im selben Jahr begannen die Vorbereitungen für ein zweites Tierschutzprojekt im Schwarzwald (Bad Rippoldsau-Schapbach). 2010 wurde der Alternative Wolf- und Bärenpark Schwarzwald eröffnet. Am 26. August 2010 traf mit Jurka, Mutter des in den Medien als Bruno bekannten JJ1, der erste Bär in den Schwarzwälder Bärenwald ein.

## Der Bärenwald
Der Bärenwald soll den darin lebenden Tieren eine naturnahe Umgebung bieten, die ein artgerechtes Verhalten erlaubt. Im Gegensatz zu Tierparks oder Zoos liegt der Fokus somit auf dem Tierschutz. Um den einst in Zoos, Zirkussen, privaten oder unter ähnlich ungeeigneten Haltungsbedingungen lebenden Tieren die Chance auf Rehabilitation zu bieten, sind die Anlagen nach dem Prinzip des „natural enrichments“ (natürlichen Beschäftigung) angelegt. Diese ist zum einen durch die Naturbelassenheit der Freianlagen (welche im Grunde eingezäunte Waldgebiete sind), zum anderen durch die Gemeinschaftshaltung gegeben (teilweise auch Art übergreifend).
Das Gelände ist mit Buchenwald bestanden und enthält neben zwei Teichen eine kleine Wiese. Grundsätzlich sind im Schnitt nur ein Drittel der Anlagen für die Besucher einsehbar, der Rest dient als Rückzugsort.

## Heimtiere
Eine kleinere Anlage von etwa 1000 m² wird von Waschbären bewohnt. Auf einem kleinen nachgebauten Bauernhof werden neben Kleintieren die vom Aussterben bedrohten Haustierarten Thüringer Waldziege, Thüringer Barthuhn und Leineschaf gehalten. Eine 250 m² große, begehbare Voliere bietet Rosenköpfchen, Nymphensittichen und Wellensittichen ein Zuhause.

## Pädagogischer Aspekt
Die Aufarbeitung des Missbrauchs von Tieren durch Menschen ist ein zentraler Aspekt der pädagogischen Arbeit im Alternativen Bärenpark Worbis. Welche Verhaltensstörungen und geistige Schäden Tiere durch den Missbrauch erleiden wird den Besuchern auf verschiedene Arten vermittelt, unter anderem durch Infotafeln, interaktive Lehrpfade oder in Form von Escape Games.

## Wildtiermanagement
2021 begann in Kooperation mit dem Thüringer Umweltministerium eine Erweiterung der Anlagen, zunächst um 3,5 Hektar. Die neue Anlage soll zukünftig zur Aufnahme von verletzten/verwaisten Wildtieren (vornehmlich heimischen Beutegreifern) und deren Wiederauswilderung dienen. Diese Zusammenarbeit zwischen einer Tierschutzeinrichtung und einem Umweltministerium ist aktuell das einzige Projekt seiner Art in Sachen Wildtiermanagement deutschlandweit.

## Film und Fernsehen
- Teddys große Brüder, Dokumentarfilm von Herbert Ostwald
- Die Schwarzwaldbären, Dokumentarfilm vom SWR
- Freiheit für Zirkusbären, Dokumentarfilm von Hennig Winter
- Bruno, der Bär ohne Pass, Dokumentarfilm von Herbert Ostwald, Kommentar Hannes Jaenicke